# Strombocactus disciformis

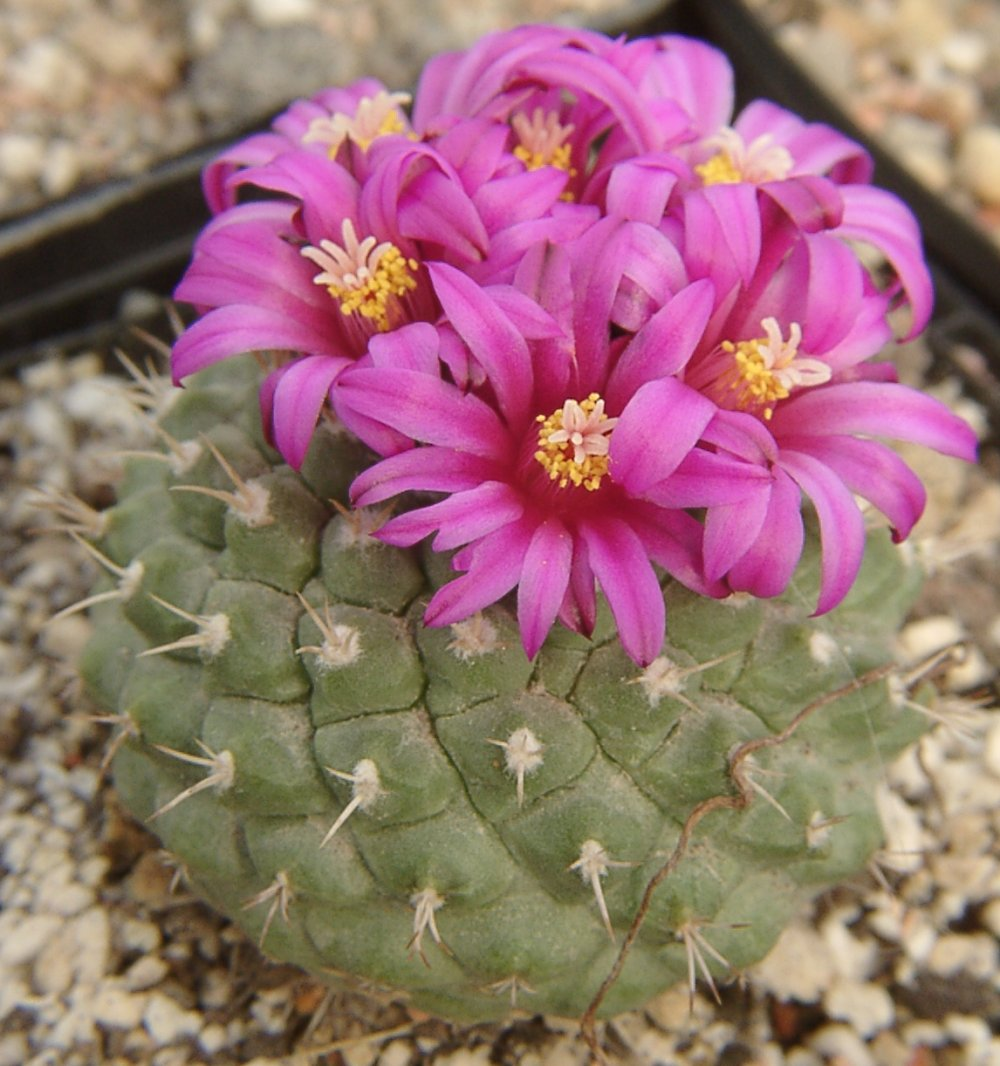
Habitus und Blüten von Strombocactus disciformis subsp. esperanzae

Strombocactus disciformis ist eine Pflanzenart aus der Gattung Strombocactus in der Familie der Kakteengewächse (Cactaceae). Das Artepitheton disciformis leitet sich von den lateinischen Worten discus für ‚Scheibe‘ sowie -formis für ‚-geformt‘ ab und verweist auf die Form der Triebe.

## Beschreibung
Die Pflanzen sind niedrige, breitrunde und unverzweigte Stamm- und Wurzelsukkulenten von grau-grüner Farbe. An den natürlichen Standorten wachsen sie scheibenförmig, halb im Boden verborgen und erreichen bei nur 2 bis 3 cm Höhe Durchmesser von etwa 8 cm. Pflanzen in Kultur werden dagegen fast kugelförmig. Die Rübenwurzeln erwachsener Pflanzen erreichen Durchmesser von 15 cm und sind somit voluminöser als die oberirdischen Teile. Die spiralig verlaufenden Rippen der Pflanzenkörper sind durch tiefe Kerben fast in Warzen aufgelöst, die im Verhältnis von 13:8 (nahe am Goldenen Schnitt) stehen. Die Areolen sitzen auf den stumpfen Enden der verbogenen (in Kultur eher geraden), am Grunde vierkantigen Warzen. Sie tragen selten mehr als vier oder fünf kurze, borstige Dornen, die nach wenigen Jahren abgeworfen werden.
Die entweder weißen bis cremefarbenen oder aber magentafarbenen Blüten werden von den Areolen der jüngsten Warzen gebildet. Sie sind 2,5 bis 3,5 cm lang und öffnen sich bis zu einem Durchmesser von etwa 4 cm. Die 7 mm langen, dünnwandigen und bei Reife schmutzigbraunen Früchte enthalten 0,3 mm kleine, rotbraune Samen.

## Verbreitung, Systematik und Gefährdung
Strombocactus disciformis ist in den mexikanischen Bundesstaaten Querétaro, Hidalgo und Guanajuato verbreitet, wo die Art auf fast senkrechten, verwitterten Kalkfelsen in Höhenlagen von 1000 bis 1600 Metern wächst.
Die Erstbeschreibung als Mammillaria disciformis durch Augustin-Pyrame de Candolle wurde 1828 veröffentlicht. Nathaniel Lord Britton und Joseph Nelson Rose stellten die Art 1922 in die Gattung Strombocactus. Weitere nomenklatorische Synonyme sind Cactus disciformis (DC.) Kuntze (1891), Echinocactus disciformis (DC.) K.Schum. (1894), Ariocarpus disciformis (DC.) W.T.Marshall (1946) und Pediocactus disciformis (DC.) Halda (1998).
Es werden zwei Unterarten unterschieden:
- Strombocactus disciformis subsp. disciformis
Pflanzen mit weißen Blüten.
- Strombocactus disciformis subsp. esperanzae Glass & S.Arias
Pflanzen mit magentafarbenen Blüten. Die Unterart ist nach Esperanza Benavides de Valásquez benannt, die bei ihrer Entdeckung half.

Strombocactus disciformis wird in Anhang I des Washingtoner Artenschutz-Übereinkommens geführt. In der Roten Liste gefährdeter Arten der IUCN wird die Art als „Vulnerable (VU)“, d. h. als gefährdet geführt.
2010 wurde mit Strombocactus corregidorae eine weitere Art der Gattung beschrieben. Damit wäre die Gattung nicht mehr monotypisch. 2021 wurde jedoch vorgeschlagen diese Art in die neue Gattung Chichimecactus Bárcenas, H.M.Hern. & P.Hern.-Led. zu stellen.